# Grua
Grua is een plaats in de Noorse gemeente Lunner, provincie Akershus. Grua telt 1506 inwoners (2007) en heeft een oppervlakte van 0,88 km².
De oudste ijzermijn van Noorwegen is hier gesitueerd.